# Алідін Віктор Іванович
Віктор Іванович Алідін (16 жовтня 1911, місто Кімри Тверської губернії, тепер Тверської області, Російська Федерація — 9 січня 2002, місто Москва, Російська Федерація) — радянський діяч держбезпеки, начальник Управління КДБ по Москві та Московській області, генерал-полковник (16.01.1979). Депутат Верховної Ради Російської РФСР 4-го скликання.

## Життєпис
Народився в родині робітника. У 1925 році вступив до комсомолу. У 1927 році закінчив трудову школу 2-го ступеня в місті Кімри.
У вересні 1927 — травні 1929 року — учень розкрійника кустарної заготівельної майстерні в Кімрах. У травні 1929 — січні 1930 року — робітник-розкрійник на взуттєвій фабриці імені Рози Люксембург.
У 1930 році за комсомольською путівкою направлений на роботу в кримінальний розшук. З січня по серпень 1930 року — помічник уповноваженого кримінального розшуку Кімрського районного відділу міліції. З серпня до жовтня 1930 року навчався на курсах оперативних працівників міліції в Москві. Після закінчення курсів працював уповноваженим, начальником оперативного відділення, а з 1932 до вересня 1933 року — начальником кримінального розшуку Кімрського районного відділу міліції.
Член ВКП(б) з травня 1932 року.
У листопаді 1933 року призваний на службу у війська ОДПУ СРСР, служив червоноармійцем 27-го полку військ ОДПУ в місті Харкові. У 1934 році навчався в школі молодшого командного складу. З 1934 до травня 1935 року — командир бронедрезини 30-го полку військ ОДПУ-НКВС. У травні 1935 — 1936 року — секретар бюро ВЛКСМ 56-го залізничного полку НКВС. З 1936 до лютого 1937 року служив у навчальному дивізіоні бронепоїздів залізничного полку НКВС. Демобілізований у лютому 1937 року.
У березні — липні 1937 року — начальник спецчастини і секретар партійної організації ортопедичного інституту в місті Києві.
У липні — грудні 1937 року — помічник секретаря Кіровського районного комітету КП(б)У міста Києва по апеляціях. У грудні 1937 — січні 1938 року — інструктор Кіровського районного комітету КП(б)У міста Києва.
У січні 1938 — травні 1939 року — інструктор Київського міського комітету КП(б)У.
У травні — грудні 1939 року — заступник завідувача, в грудні 1939 — вересні 1941 року — завідувач організаційно-інструкторського відділу Київського міського комітету КП(б)У.
Під час німецько-радянської війни в 1941 році був одним із організаторів народного ополчення, партизанських загонів, винищувальних батальйонів і партійного підпілля Києва. У вересні 1941 року потрапив в оточення, в жовтні 1941 року разом із загоном перейшов лінію фронту.
У листопаді 1941 — лютому 1942 року — завідувач організаційно-інструкторського відділу Уфимського міського комітету ВКП(б).
З лютого по вересень 1942 року — інструктор організаційно-інструкторського відділу ЦК КП(б)У в місті Саратові.
У вересні 1942 — 1947 року — заступник завідувача організаційно-інструкторського відділу ЦК КП(б)У в Саратові, Ворошиловграді, Києві.
З травня 1945 до 1949 року — слухач (заочник) Вищої партійної школи при ЦК ВКП(б).
У липні 1947 — липні 1950 року — інспектор ЦК КП(б)У.
У липні 1950 — 29 вересня 1951 року — секретар Херсонського обласного комітету КП(б)У.
З серпня 1951 року — в органах державної безпеки. 23 серпня 1951 — 8 квітня 1953 року — заступник начальника 7-го Управління (зовнішнє спостереження) Міністерства державної безпеки СРСР.
9 квітня 1953 — 10 травня 1954 року — начальник Відділу «П» (спецпоселень) Міністерства внутрішніх справ СРСР.
10 травня 1954 — 9 січня 1960 року — заступник начальника 7-го Управління КДБ при РМ СРСР.
9 січня 1960 — 7 січня 1971 року — начальник 7-го Управління КДБ при РМ СРСР. З 30 вересня 1967 до 6 січня 1986 року — член Колегії КДБ при РМ СРСР.
7 січня 1971 — 6 січня 1986 року — начальник Управління КДБ СРСР по Москві та Московській області.
З січня 1986 року — персональний пенсіонер у Москві.
Помер після операції 9 січня 2002 року. Похований в Москві на Ваганьковському цвинтарі.

## Звання
- підполковник (1951)
- полковник (1954)
- генерал-майор (10.12.1964)
- генерал-лейтенант (20.12.1968)
- генерал-полковник (16.01.1979)

## Нагороди
- орден Пошани (Російська Федерація)
- орден «Дружби» (В'єтнам) (3.10.1980)
- три ордени Леніна (30.10.1967, 13.12.1977, 15.10.1981)
- орден Жовтневої Революції (31.08.1971)
- орден Вітчизняної війни І ст.
- орден Трудового Червоного Прапора (8.10.1980)
- орден «Знак Пошани» (23.01.1948)
- медаль «За бойові заслуги»
- медаль Жукова (Російська Федерація)
- медалі
- нагрудний знак «Почесний співробітник державної безпеки»
- нагрудний знак «Заслужений працівник МВС»
- нагрудний знак «За службу в контррозвідці» І ст.(Російська Федерація) (1996)
- Державна премія СРСР